# Cérice de Vogüé
Cerice François Melchior, marquis de Vogüé (1er décembre 1732, Château de Vogüé - 16 décembre 1812, Chevigny-en-Valière, Côte-d'Or) est un général et homme politique français.

## Biographie
Fils de François-Elzéar, marquis de Vogüé, lieutenant général des armées du roi, et de Magdeleine de Truchet, il entre très jeune au régiment de Vogué cavalerie, devint mestre de camp en 1756, est blessé et fait prisonnier à la bataille de Minden, et, promu maréchal de camp en 1780, obtient le gouvernement de la place de Montmédy, après la mort de son père.
En 1788, il achète pour 100 000 livres le château de Joyeuse (Ardèche), dans l'illusion de faire relever l'ancien duché ( in "Une famille vivaroise", tome 2, page 279)
Il approuve et signe les délibérations des 27 octobre et 18 décembre 1788 des trois ordres du Vivarais, et est élu, le 6 avril 1789, député de la noblesse aux États généraux par la sénéchaussée de Villeneuve-de-Berg.
Il est, avec M. d'Antraigues, l'un des premiers à se réunir aux communes, désapprouve ensuite les mesures révolutionnaires, prête le nouveau serment après la fuite du roi, signe les protestations des 12 et 15 septembre 1791 et émigre l'année suivante.
Il sert dans l'armée des Princes. Retiré en Suisse, puis à Fiume, il rentre en France sous le consulat en 1801, après avoir obtenu sa radiation de la liste de des émigrés, mais non la restitution de ses biens, et se retire en Bourgogne.
Il épouse en premières noces Jeanne Madeleine Thérèse du Bouchet de Sourches, fille de Louis II du Bouchet de Sourches.
En 1766, il épouse en secondes noces Catherine Bouhier de Versalieu, dernière héritière d’une famille de parlementaires originaire de Dijon. C'est par son héritage qu'entrent dans la famille de Vogüé l'hôtel de Vogüé à Dijon et le domaine de Chambolle-Musigny ainsi que le Château de Chevigny-en-Valière à Beaune. Ils ont un fils : Charles Elzéar.
Une nouvelle fois veuf, il épouse en troisièmes noces la sœur de Louis-Marie-François de La Forest Divonne.